# Andrei Ujică
Andrei Ujică (n. 1951, Timișoara) este un scriitor și regizor român emigrat în 1981 în Germania, fiind unul din disidenții declarați ai comunismului. Din 2001 până în prezent este profesor la Academia de Teatru și Film din Karlsruhe.

## Biografie
A studiat literatura la Timișoara, București și mai apoi în Heidelberg. Începând cu 1968 publică eseuri, versuri și proză. În anii '70 colaborează cu Șerban Foarță la compunerea versurilor pentru formația Phoenix. Totodată a tradus din germană în limba română mai multe texte ale Grupului de Acțiune Banat (Aktionsgruppe Banat).
În 1981 a emigrat în Germania Federală, unde a început să predea literatura, filmul și teoria mass-mediei. În 1990 și-a început primul proiect cinematografic, „ Videogramme einer Revolution ” (Videogramele unei revoluții), în colaborare cu Harun Farocki. Acest film, a cărui premieră a avut loc în 1992, a ajuns o creație de referință în ceea ce privește relațiile dintre media și puterea politică în Europa sfârșitului de eră comunistă.
Cel de-al doilea film al său, „Out of the Present” (1995), urmărește povestea cosmonautului rus Sergei Krikalev, aflat pe Stația Spațială Mir pentru 10 luni, timp în care pe Pământ se destramă Uniunea Sovietică. Acest film a fost comparat mai târziu cu pelicule importante precum „A Space Odyssey” sau „Solaris” și este cel mai cunoscut film european non-ficțional al anilor '90.
Din 2001 este profesor de film la Universitatea Națională din Karlsruhe, iar din 2002 a devenit director al Centrului pentru Arte și Tehnologie Media ZKM (Zentrum für Kunst und Medientechnologie) din Karlsruhe.
În filmul său, „Unknown Quantity” (2005), Ujică a încercat să realizeze un experiment multi-media. Astfel, printr-o proiecție în buclă, a pus în scenă două conversații între Paul Virilio, arheolog media și filozof, și Svetlana Alexievich, jurnalistă rusă și autoarea unei cărți despre Cernobîl.
În 2006 a participat la festivalul de film TIFF, unde a susținut un masterclass cu tema „Arhiva imaginară. Material secundar și discurs primar în film”.
Cu cel mai recent film al său, Autobiografia lui Nicolae Ceaușescu (2010), regizorul încheie trilogia dedicată sfârșitului comunismului, începută cu "Videogramele unei revoluții" și continuată cu "Out of the Present".

## Filmografie
| Anul | Titlul                              | Producători, durată și alte observații |
| ---- | ----------------------------------- | --- |
| 1992 | Videogramme einer Revolution        | împreună cu Harun Farocki; Harun Farocki Filmproduktion, Bremer Institut Film/Fernsehen, 16mm, 107 min.                                                                                      |
| 1995 | Out of the Present                  | Bremer Institut Film/Fernsehen, Westdeutscher Rundfunk (WDR), la sept/arte, Radio Télévision Belge de la Communauté Française (RTBF), St. Petersburg Documentary Film Studios, 35mm, 96 min. |
| 2000 | 2 Pasolini                          | Fondation Cartier pour l'art contemporain, Geyer/von Vietinghoff Film, 35mm, 12 min. |
| 2005 | Unknown Quantity                    | ZKM Filminstitut, Fondation Cartier pour l'art contemporain, Geyer/von Vietinghoff Film, DVD, 67 min.                                                                                        |
| 2010 | Autobiografia lui Nicolae Ceaușescu | Icon Production, 180 min. |
| 2024 | TWST - Things We Said Today         | 85 min. |